# Ainhoa Aznárez Igarza
Ainhoa Aznárez Igarza (Pamplona, 4 d'agost de 1979) és una política navarresa. Va ser regidora del Partit Socialista de Navarra a l'Ajuntament de Pamplona (2003-2007) i va participar el 2014 en la creació de Podem Navarra. Des de juny de 2015 és presidenta del Parlament de Navarra per Podem.

## Biografia
Va néixer a Pamplona i actualment viu a Badoztain (Eguesibar). Va realitzar els seus estudis en castellà i basc a Pamplona i Sant Sebastià. És educadora infantil i ha estat treballant a l'escola infantil d'Egues de manera voluntària. Compaginava aquest voluntariat amb un treball a Volkswagen. Està involucrada en diferents col·lectius socials com l'Assemblea pel Canvi Social i la Junta Republicana d'Esquerres, Emagune o LGTB. Aznárez és una de les protagonistes del documental Mariposas en el hierro (2012) dirigit per la periodista Bertha Gaztelumendi que reuneix les veus de dones que han apostat per la pau i conjumina el testimoni de víctimes d'ETA, els GAL o la violència de gènere.

### Trajectòria política
Va militar en el Partit Socialista de Navarra i de 2003 a 2007 va ser regidora de l'Ajuntament de Pamplona per aquesta formació. El 2006 va participar en la creació d'Ahotsak (Veus), un col·lectiu format per dones activistes de diferents sensibilitats i diferents organitzacions polítiques en favor d'una solució dialogada i sense violència al conflicte basc que va néixer durant el procés de pau amb ETA del govern socialista de José Luis Rodríguez Zapatero, entre els noms del qual estaven Gemma Zabaleta (PSE), Jone Goirizelaia (Herri Batasuna), Kontxi Bilbao (Ezker Batua-Berdeak), Elixabete Piñol (PNB) i Nekane Altzelai (Eusko Alkartasuna). La seva presència en la plataforma va provocar que un grup de dones de la comissió executiva regional del Partit Socialista de Navarra demanessin a l'executiva la seva reprovació pública.
El 2007 va abandonar el PSN després de ser una de les veus crítiques del socialisme amb la decisió del PSOE de frustrar un govern amb Nafarroa Bai i Esquerra Unida presidit pel socialista Fernando Puras. El 2014 va participar en la formació de Podem Navarra. L'abril de 2015 va quedar en el cinquè lloc de les primàries de Podem Navarra per a la llista de les eleccions al Parlament Foral de Navarra, en la qual aquesta formació va aconseguir set escons. El 17 de juny de 2015 va ser elegida presidenta del Parlament de Navarra amb els vots de Geroa Bai, EH Bildu, Podem i Izquierda-Ezkerra.